# Napájecí čerpadlo

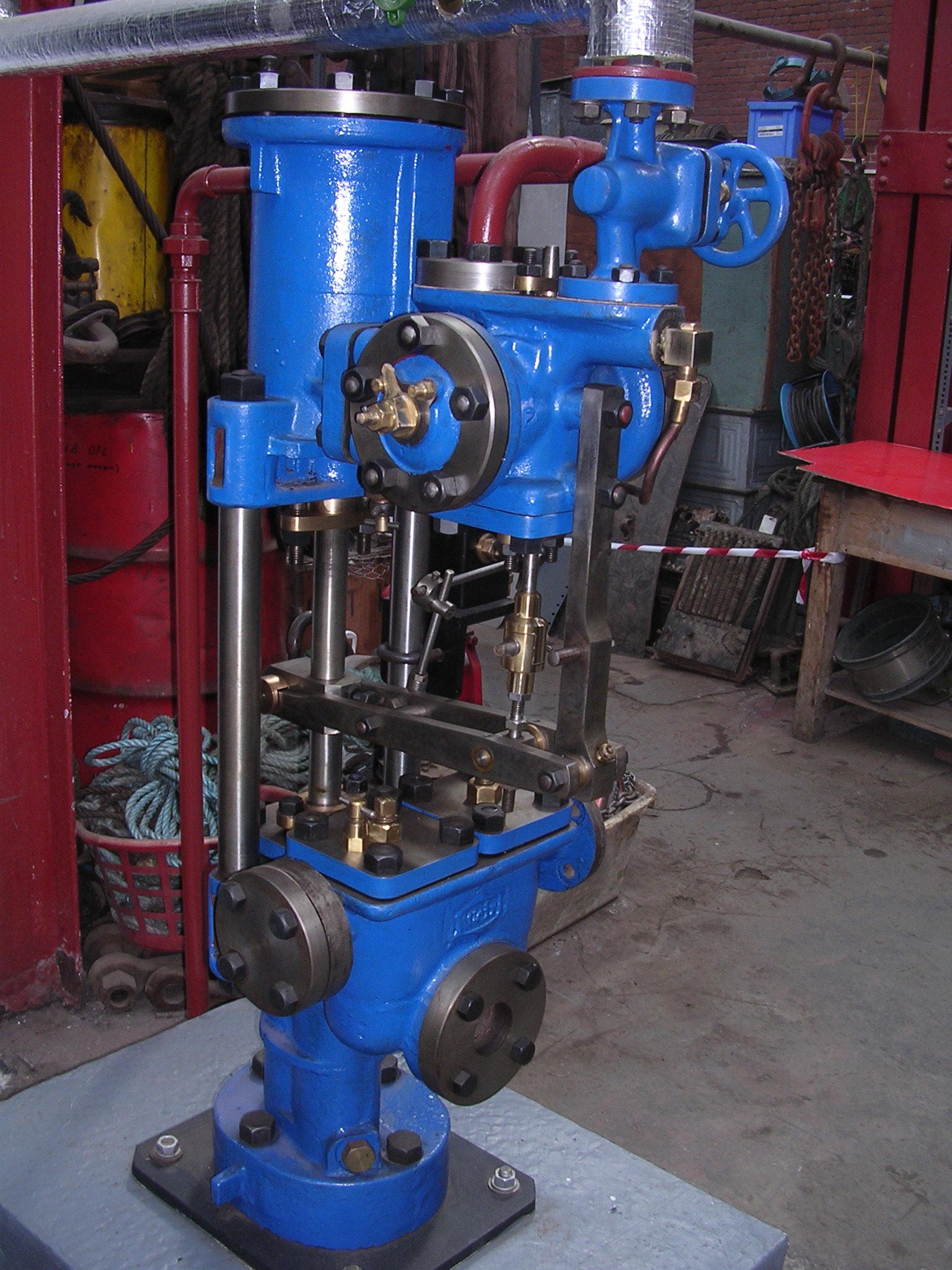
Napájecí čerpadlo

Napájecí čerpadlo je zařízení, které za provozu dodává vodu do parního kotle.

## Pístové čerpadlo
Původní napájecí čerpadla byla pístová. Prakticky se jednalo buď o plnotlaký parní stroj spojený s běžnou pístovou vodní pumpou. Nevýhodou tohoto uspořádání byla vysoká cena samostatného parního stroje.
Pokud parní kotel poháněl parní stroj, bylo čerpadlo obvykle poháněno přímo tímto strojem. To přinášelo v některých případech nevýhodnou nutnost spouštět stroj pouze pro potřeby napájení. Například lokomotivy vybavené pumpou spřaženou s parním strojem musely pro účely napájení pojíždět po stanici.

## Injektor
Další vývojovou fází bylo vytvoření čerpadla na principu Bernouliho jevu, takzvaného injektoru. Ve dvacátém století byl používán především pro napájení lokomotivních kotlů, kde vytlačil ostatní druhy napaječů. U stabilních strojů nebyl oblíben pro velkou hlučnost.